# Tobias Wolff
Tobias Jonathan Ansell Wolff (19 de junho de 1945) é um escritor estadunidense.
Ele é conhecido por suas memórias e seus contos. Uma de suas obras notórias é This Boy's Life (1989) que foi transformada no filme O Despertar de Um Homem (1993).
Atualmente é professor na Universidade Stanford.

## Obras

### Romances
- Ugly Rumours (1975)
- The Barracks Thief (1984) (novella) - Prémio PEN/Faulkner de Ficção (1985)
- Old School (2003)

### Colectânea de contos
- In the Garden of the North American Martyrs (1981)
  - "Smokers," Originalmente publicado na The Atlantic, Dezembro de 1976
- Hunters in the Snow (1981)
- Back in the World  (1985)
- The Collected Short Stories
- The Night in Question (1997)
- Our Story Begins: New and Selected Stories (2008)
- That Room (2008)

### Volumes editados
- Matters of Life and Death: New American Stories (1983)
- Best American Short Stories (1994)
- The Vintage Book of Contemporary American Short Stories (1994)

### Não ficção
- A vida deste rapaz: um livro de memórias - no original This Boy's Life (1989), uma memória sobre a sua infância nos anos 1950s
- No exército do Faraó: memórias de uma guerra perdida - no original In Pharaoh's Army (1994), um memória sobre as suas experiências enquanto soldado na Guerra do Vietnã.

### Contos
- «Fortune». Granta (24 (Inside Intelligence)). Verão de 1988 (Subscription Required)
- «Memorial». Granta (44 (The Last Place on Earth)). Verão de 1993 (Subscription Required)
- «Bible». The Atlantic. Fiction Issue. 2007